# 116丁目-コロンビア大学駅
116丁目-コロンビア大学駅（116ちょうめ-コロンビアだいがくえき、英語: 116th Street–Columbia University）は、ニューヨーク市地下鉄IRTブロードウェイ-7番街線の駅である。マンハッタン区モーニングサイド・ハイツのコロンビア大学西門前、ブロードウェイと西116丁目の交差点に位置し、1系統が終日停車する。駅名の通り駅の目の前にはコロンビア大学およびバーナード・カレッジが位置している。

## 歴史
駅は1904年10月27日、マンハッタン本線（現在のIRTレキシントン・アベニュー線とIRTブロードウェイ-7番街線）のシティ・ホール駅 - 145丁目駅間が開通した際に開業した。
1948年4月6日、103丁目駅 - ダイクマン・ストリート駅間の各駅でホーム有効長の延長が行われた。以前は6両編成までの入線に対応していたが、延長工事により10両編成の列車の入線に対応できるようになった。ただし、125丁目駅のみ2ヶ月後の1948年6月11日に延長が行われている。
駅は2004年9月27日にアメリカ合衆国国家歴史登録財に指定された。

## 駅構造
| G          | 地上階                     | 出入口                                                           |
| M          | 改札階                     | 改札口、駅員詰所、メトロカード自動券売機                         |
| P ホーム階 | 相対式ホーム、右側扉が開く | 相対式ホーム、右側扉が開く                                       |
| P ホーム階 | 北行緩行線                 | ← ヴァン・コートランド・パーク-242丁目駅行き（125丁目駅）        |
| P ホーム階 | 混雑方向急行線             | → 定期列車なし                                                   |
| P ホーム階 | 南行緩行線                 | → サウス・フェリー駅行き（カテドラル・パークウェイ-110丁目駅） → |
| P ホーム階 | 相対式ホーム、右側扉が開く |                                                                  |

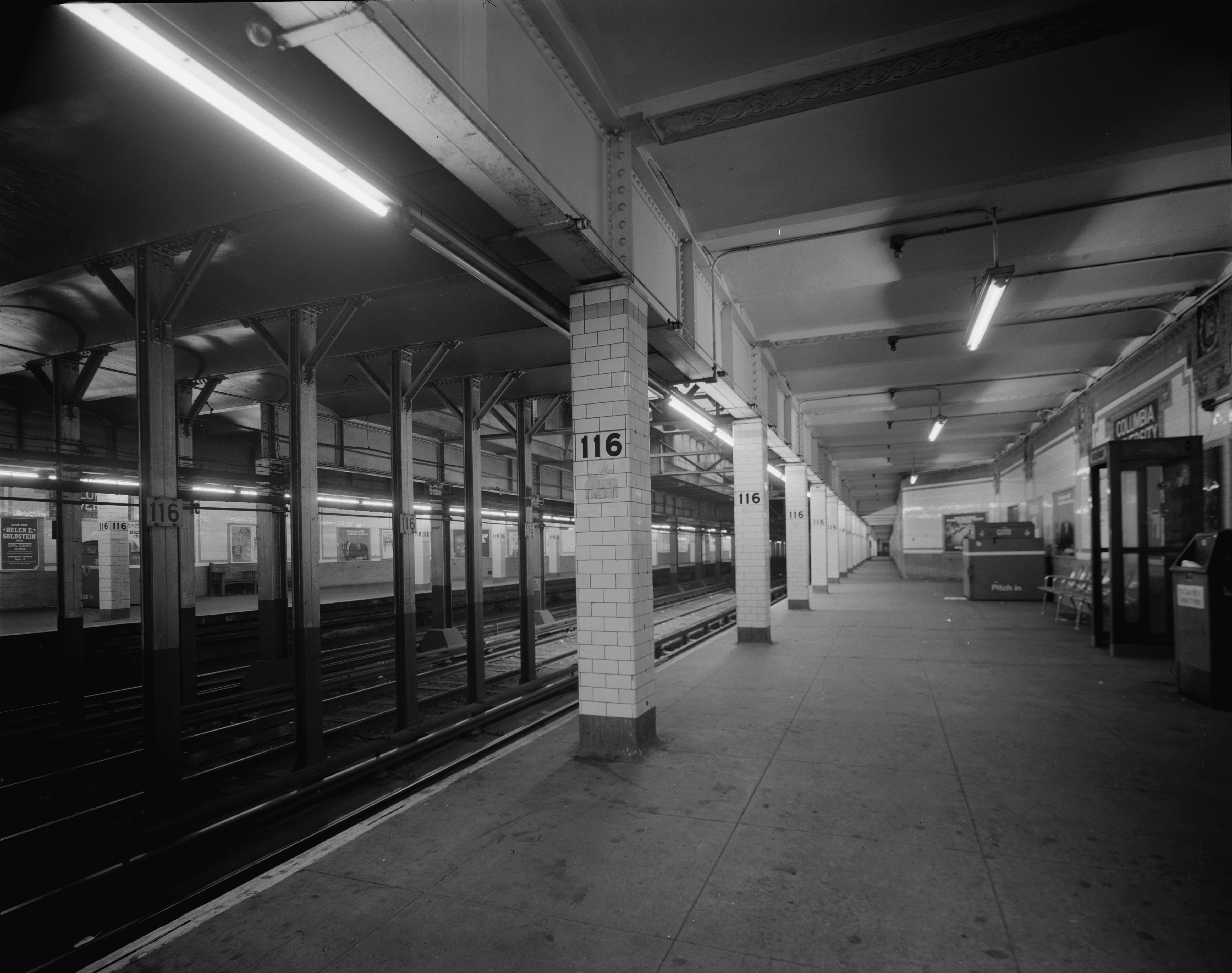
南行ホーム、1978年撮影

駅は相対式ホーム2面と緩行線2線・急行線1線を有した2面3線の地下駅で、中央の急行線は定期旅客列車の設定は無い。また、96丁目駅 - ヴァン・コートラント・パーク-242丁目駅間では南行緩行線がBB1線、急行線がM線、北行緩行線がBB4線と社内で呼称されている。なお、この呼称は旅客案内では用いられていない。

### 出口
ホーム間連絡通路を兼ねている改札口はホーム北端上階にあり、南北ホームから階段が接続している。改札口からはブロードウェイと西116丁目の交差点北東・北西にそれぞれ2つずつ階段が出ている。また、北行ホーム南端には別の改札口があり、ここからはブロードウェイと西115丁目の交差点東側へ階段が1つ接続している。

## 画像

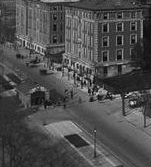
1910年の西116丁目出入口
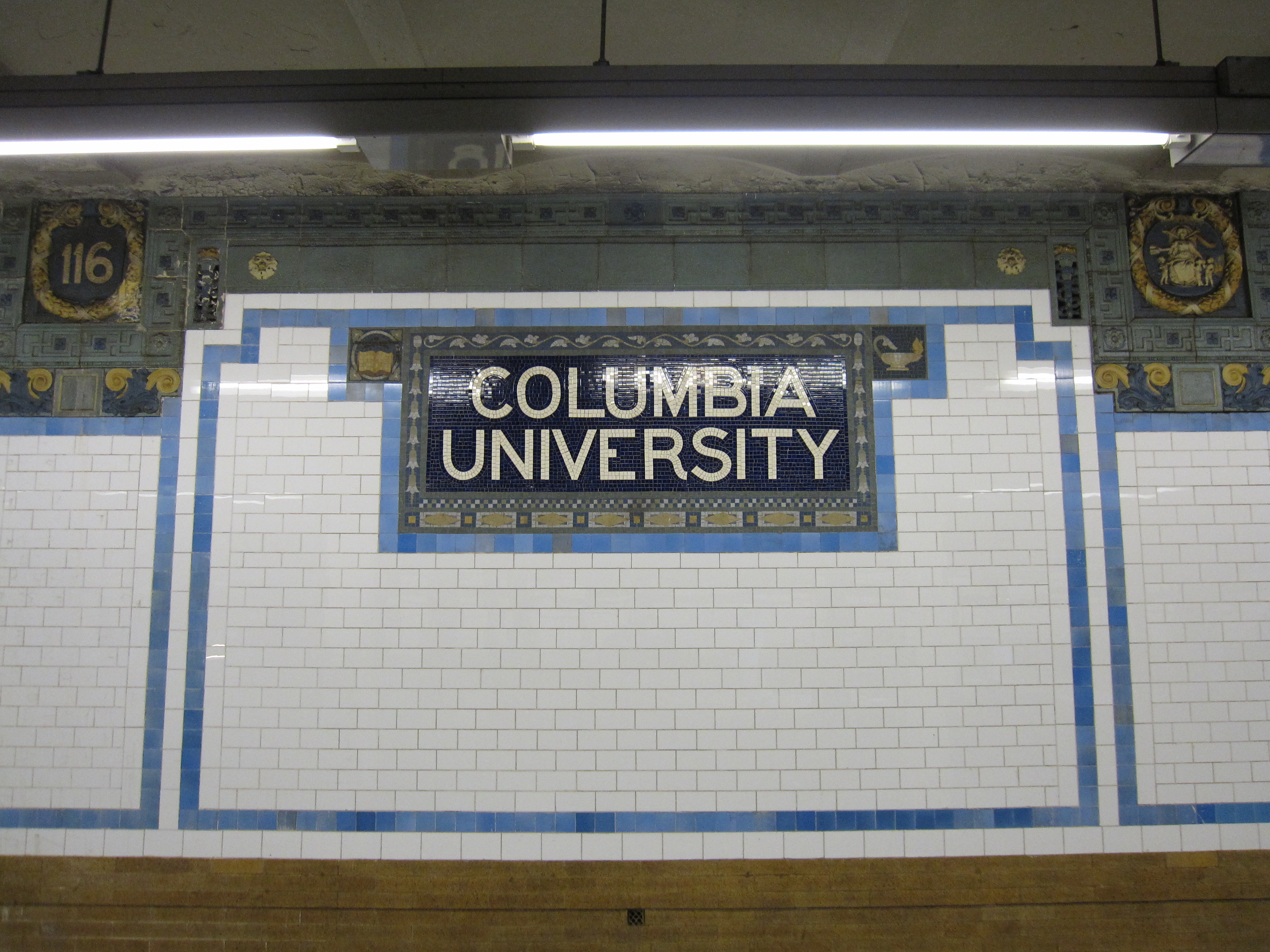
駅名標
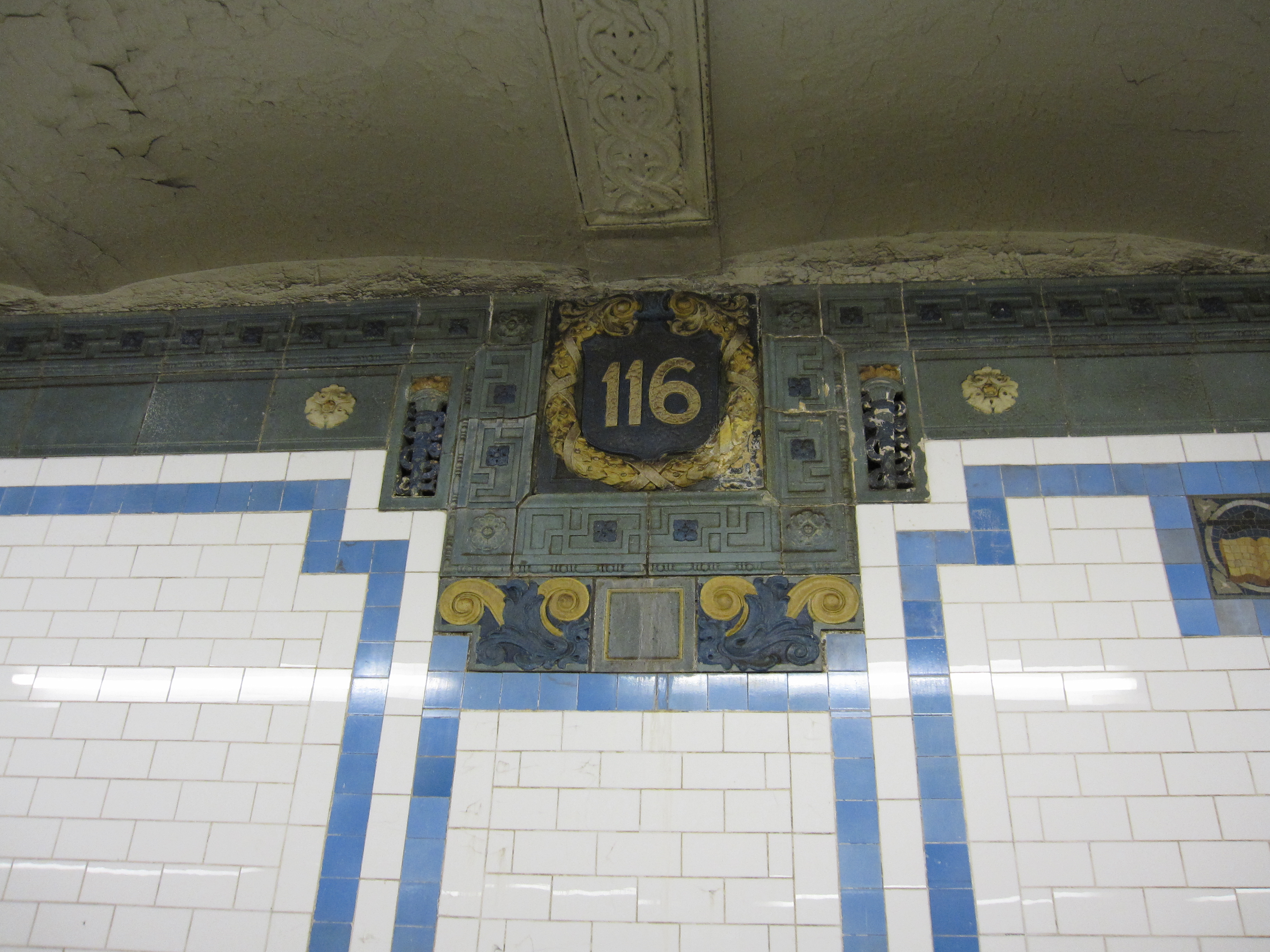
"116"と描かれたカルトゥーシュ
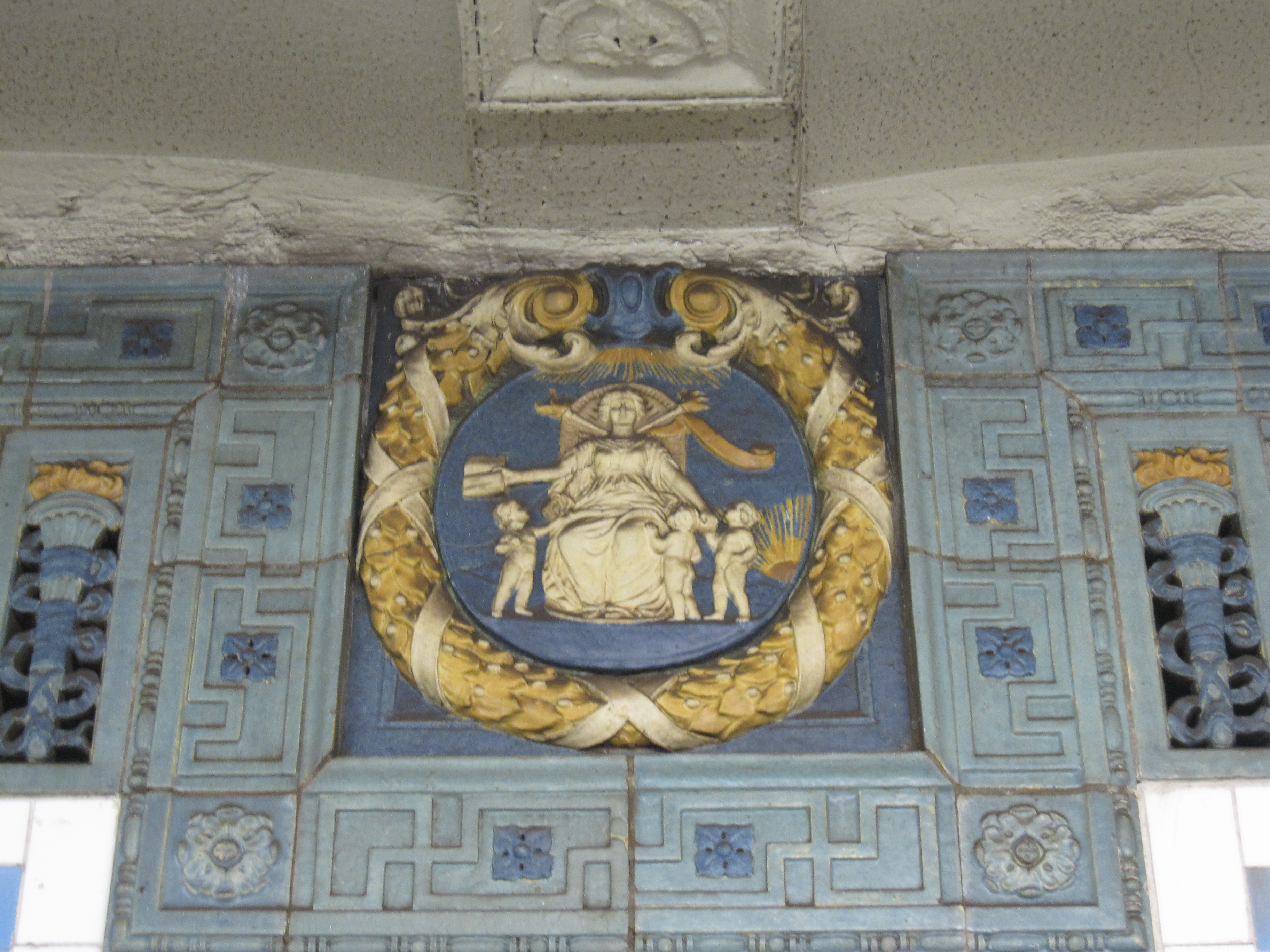
コロンビア大学を描いたカルトゥーシュ
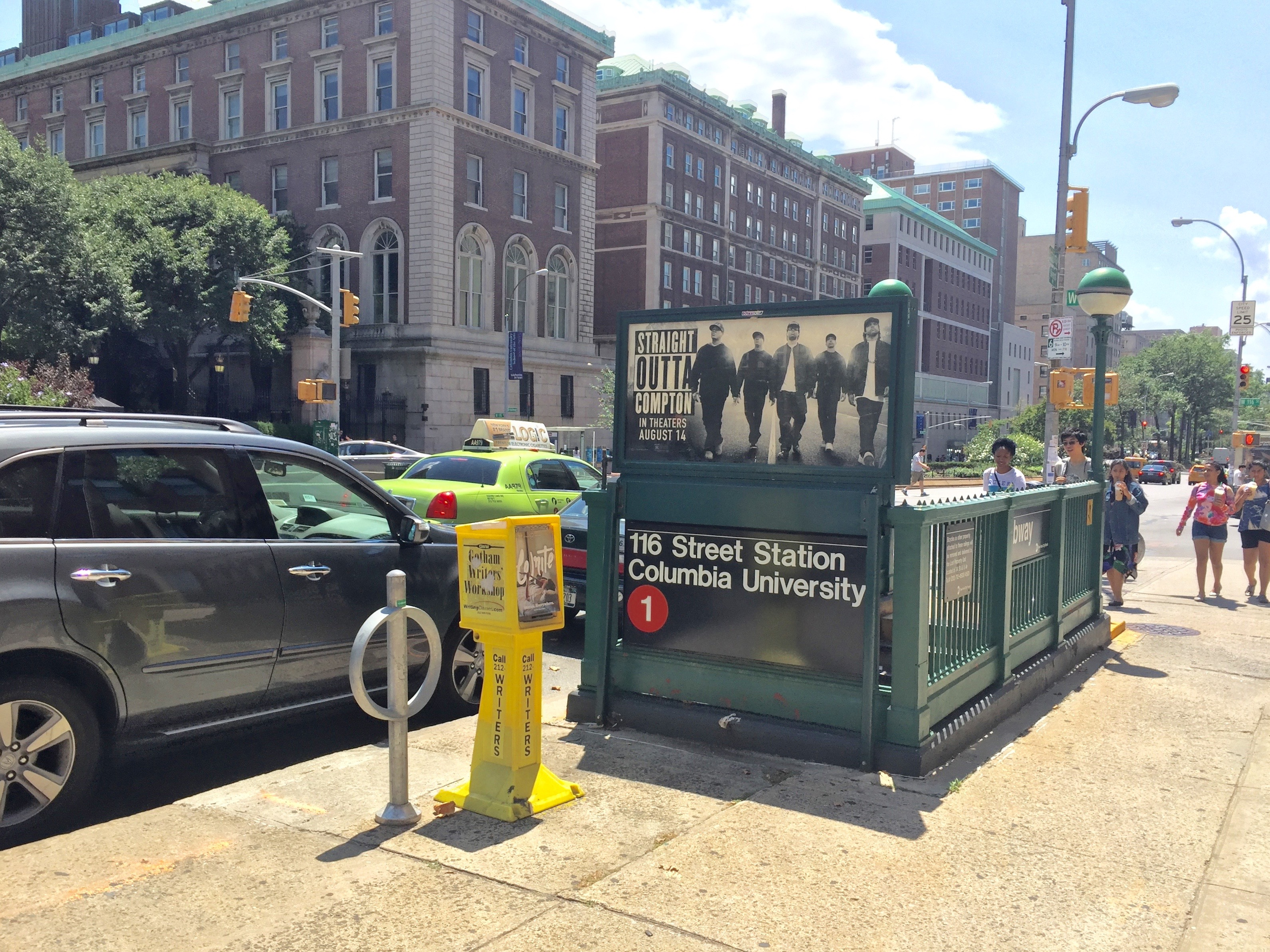
交差点北西の階段